# Stede Bonnet

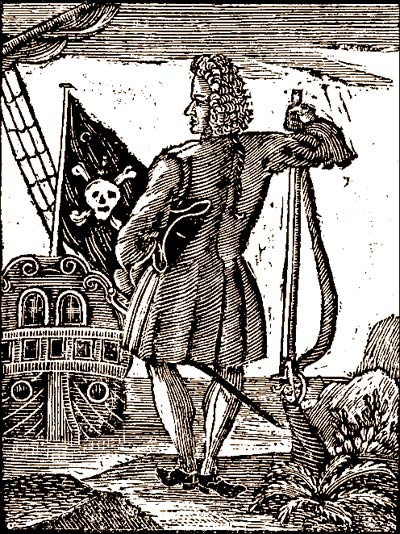
Major Stede Bonnet

Stede Bonnets Flagge

Major Stede Bonnet (* 1688; † 10. Dezember 1718), der so genannte „Gentleman-Pirat“, war ein reicher, gebildeter und angesehener Landbesitzer auf Barbados, bevor er sich der Piraterie zuwandte. Dieser Entschluss wurde einer Geistesverwirrtheit und Unzufriedenheit mit dem Eheleben zugeschrieben.

## PiratenschiffRevenge
Bonnet erwarb ein Schiff, ließ es im Frühsommer 1717 zum Piratenschiff ausrüsten und nannte es Revenge. Die Revenge wird als Slup (engl. „Sloop“) mit 10 Kanonen und 70 Mann Besatzung beschrieben. Der Schiffstyp bezeichnet in diesem Zusammenhang wahrscheinlich ein Fahrzeug mit langem Klüverbaum, Vorderstag- und Klüversegel sowie einem nach achtern geneigten Mast mit einem oder zwei Rahsegeln und einem Gaffelsegel. Es gab auch zweimastige Slups. Schiffe dieses Typs waren im beginnenden 18. Jahrhundert im Westatlantik sehr verbreitet; sie galten als schnell und wurden sowohl von der Royal Navy als auch als Frachter genutzt. Sie waren auch ein typisches Piratenfahrzeug.

## Piratenfahrt
Wie sich herausstellte, war Bonnet kein Seemann und zum Piratenanführer nicht geeignet. Er musste sich in Vielem seiner Mannschaft unterwerfen. Trotzdem gelangen mehrere Kaperungen vor der Küste von Virginia und New York, bei denen er Bargeld, Güter und Vorräte erbeutete. An der Küste von North Carolina wurde die Revenge im August 1717 kielgeholt. Auf dem Weg nach Nassau geriet Bonnet an ein spanisches Kriegsschiff, dem er nur mit viel Glück entkam, wobei er ein Drittel seiner Besatzung verlor und selbst schwer verwundet wurde. Unter der Mannschaft machte sich Unzufriedenheit mit Bonnet breit. Auf Nassau angekommen begegnete Bonnet dem Piraten Edward Teach („Blackbeard“), der ihm die Revenge praktisch wegnahm. Bonnet selbst verbrachte nun lange Zeit als eine Art „Gast“ auf Blackbeards Schiff, was wohl bedeutete, dass er so etwas wie ein Gefangener war. Während der Jahre 1717/18 überfielen die beiden Piratenschiffe zahlreiche Handelsschiffe in der Karibik.
Schließlich erlangte Bonnet seine Freiheit wieder – ob durch Flucht oder Freilassung seitens Blackbeard ist umstritten – und rettete eine Gruppe von Piraten, die Blackbeard auf einer Sandbank ausgesetzt hatte. Mit diesen übte er noch einige Monate das Piratenhandwerk aus.

## Das Ende des „Gentleman-Piraten“
Im Oktober 1718 wurde Bonnets Schiff in der Nähe von Wilmington, North Carolina gekapert und der Mannschaft und ihrem Kapitän der Prozess gemacht. Bis auf vier Piraten wurden schließlich alle im November hingerichtet.

## Rezeption
- Die HBO-Max-Serie Our Flag Means Death (2022) arbeitet den Werdegang Bonnets humoristisch auf; dargestellt wird die Figur hier von Rhys Darby.
- Im Videospiel Assassin’s Creed IV: Black Flag ist Stede Bonnet als Nicht-Spieler-Charakter vertreten.